# ایلیوشین ایل-۱۲
ایلیوشین-۱۲ (به انگلیسی: Ilyushin Il-12) یک هواپیمای ساختِ کارخانهٔ ایلیوشین است که در سال ۱۹۴۶–۱۹۴۹ ساخته شد. نخستین استفاده‌کنندهٔ این هواپیما آئروفلوت بوده‌است. این هواپیما در ۱۵ اوت ۱۹۴۵ میلادی نخستین پرواز خود را انجام داد.